# Roxania argoblysis
Roxania argoblysis is een slakkensoort uit de familie van de Scaphandridae. De wetenschappelijke naam van de soort is voor het eerst geldig gepubliceerd in 1973 door Rehder & Ladd.